# Regmatodontaceae
Regmatodontaceae, porodica pravih mahovina u redu Hypnales. Postoje tri priznata roda

## Rodovi
1. Regmatodon Brid.
2. Yunnanobryon Shevock
3. Ochyra, S.He & D.G.Long